# Atolowczyk grubodzioby
Atolowczyk grubodzioby, wyspiarek grubodzioby (Pampusana salamonis) – wymarły gatunek ptaka z rodziny gołębiowatych (Columbidae). Występował endemicznie na Wyspach Salomona.
Gatunek znany tylko z dwóch okazów: z 1882 r. (z wyspy Makira, ówcześnie San Cristobal) i 1927 r. (z niewielkiej wyspy Ramos u wybrzeży wyspy Malaita). Holotyp z 1882 r., który posłużył do opisania gatunku, znajduje się obecnie w Muzeum Australijskim w Sydney.
Choć nie ma na to żadnych dowodów, jest wysoce prawdopodobne, że występował także na pobliskich wyspach archipelagu.
Dorastał do około 26 cm. Głowa, gardło i pierś koloru beżowego. Kasztanowy grzbiet z błyszczącymi, bladofioletowymi skrzydłami i brązowym brzuchem.
Atolowczyk grubodzioby preferował suche lasy wyspowe Wysp Salomona. Prowadził naziemny tryb życia, przez co był łatwym łupem dla wprowadzonych (lub przywleczonych) na wyspę przez człowieka obcych gatunków – szczurów, świń domowych, kotów i psów. Oprócz drapieżnictwa gatunków inwazyjnych do wymarcia tego ptaka przyczyniły się także wycinka lasu nizinnego wyspy, będącego środowiskiem naturalnym tego ptaka i polowania.
Pomimo tego, że ostatni raz odnotowany został w 1927 r. Międzynarodowa Unia Ochrony Przyrody (IUCN) przez długi czas wahała się z zaklasyfikowaniem tego gatunku jako wymarły. Wiele wypraw podjętych w celu odnalezienia atolowczyka grubodziobego (głównie pod koniec XX w.) zakończyło się niepowodzeniem. Po ostatniej, również nieudanej wyprawie z 2004 r., IUCN oficjalnie uznała go w 2005 r. za takson wymarły. 
Prawdopodobnie ptak ten wymarł w połowie XX w. w następstwie wzmożonych działań wojennych II wojny światowej, kiedy to wyniszczono w tym regionie kilka populacji endemicznych ptaków.